# Knebel (Mund)

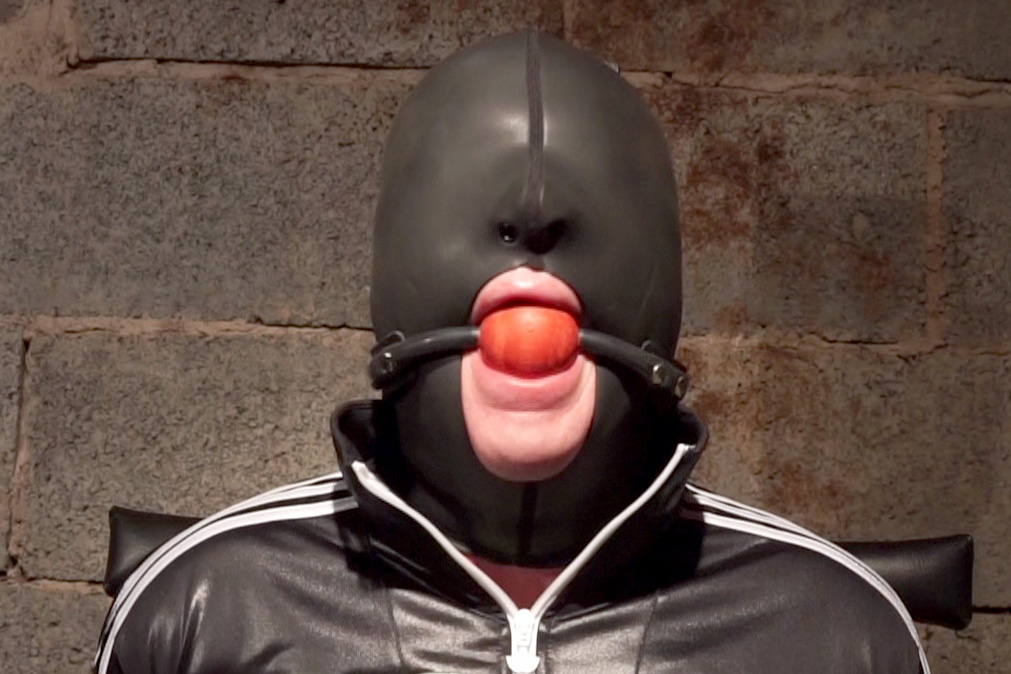
Ballknebel

Der Knebel wird einer Person in den Mund eingeführt, um sie am Reden oder Schreien zu hindern. Beispiele sind Stoff-, Ball-, Ring-, Penis- und Ballonknebel. Daneben finden auch Klebeband und andere Materialien als Knebelersatz oder Knebelbefestigung Verwendung.

## Etymologie
Der Begriff stammt vermutlich aus dem Mittelhochdeutschen und ist seit etwa dem 11. Jahrhundert bekannt. Offensichtlich zu sein scheint die Verwandtschaft des Begriffs „Knebel“ zum Wort „Knabe“. Beide besitzen den Ursprung in der germanischen Grundform knab, was so viel wie Stock, Knüppel, Klotz bedeutete und ein kurzes Holzstück oder eine Querstange beschrieb. In einem Bedeutungsübergang ist auch die Beschreibung eines ungestümen, ungelenken Halbwüchsigen beschrieb (vgl. Bengel) und später dann den Jüngling oder den Knappen. Im Mittelniederdeutschen findet sich eine Entsprechung zu dem Wort „knevel“. Die Herkunft des Begriffes gilt aber nicht als gesichert.

## Sicherheit
Jemandem einen Knebel anzulegen, kann sehr riskant sein, da dies ein beträchtliches Risiko einer Asphyxie birgt, falls die Nase der Person verstopft, während sie den Knebel trägt. Jemandem, der krank ist, an einer Erkältung, Grippe, Katarrh oder an verbreiteten Allergien (oder solchen gegen ein spezielles Rasierwasser bzw. Parfum) leidet, einen Knebel anzulegen, ist ebenfalls gefährlich, da die meisten Knebel es erschweren oder gar unmöglich machen, durch den Mund zu atmen. Erbrechen oder Würgen stellen ebenso Gefahren dar, die zur Blockade der Atemwege führen. Eine geknebelte Person sollte daher unter keinen Umständen alleine gelassen werden.
In der Praxis ist kein Knebel effektiv genug, um jemanden gänzlich zum Schweigen zu bringen, ohne die Luftzufuhr komplett zu unterbrechen. Die meisten Knebel hindern eine Person zwar daran, sich über Sprache zu verständigen, erlauben aber trotzdem laute, unartikulierte Geräusche, um nach Hilfe zu rufen.

## Zeitgenössische Verwendung durch die Polizei
Laut amnesty international sollen weiterhin auch Polizeibeamte sowohl in Deutschland als auch in Österreich besonders bei Abschiebungen Knebel aus Klebeband benutzen, um die Abgeschobenen im Flugzeug ruhig zu halten, was bereits zu mehreren Todesfällen geführt hat. Der Fall Marcus Omofuma erregte z. B. innenpolitisches Aufsehen in Österreich. Auch in Vietnam sollen noch im Jahr 2000 bei Erschießungen Zitronen als Knebel verwendet worden sein.

## Erotische Verwendung

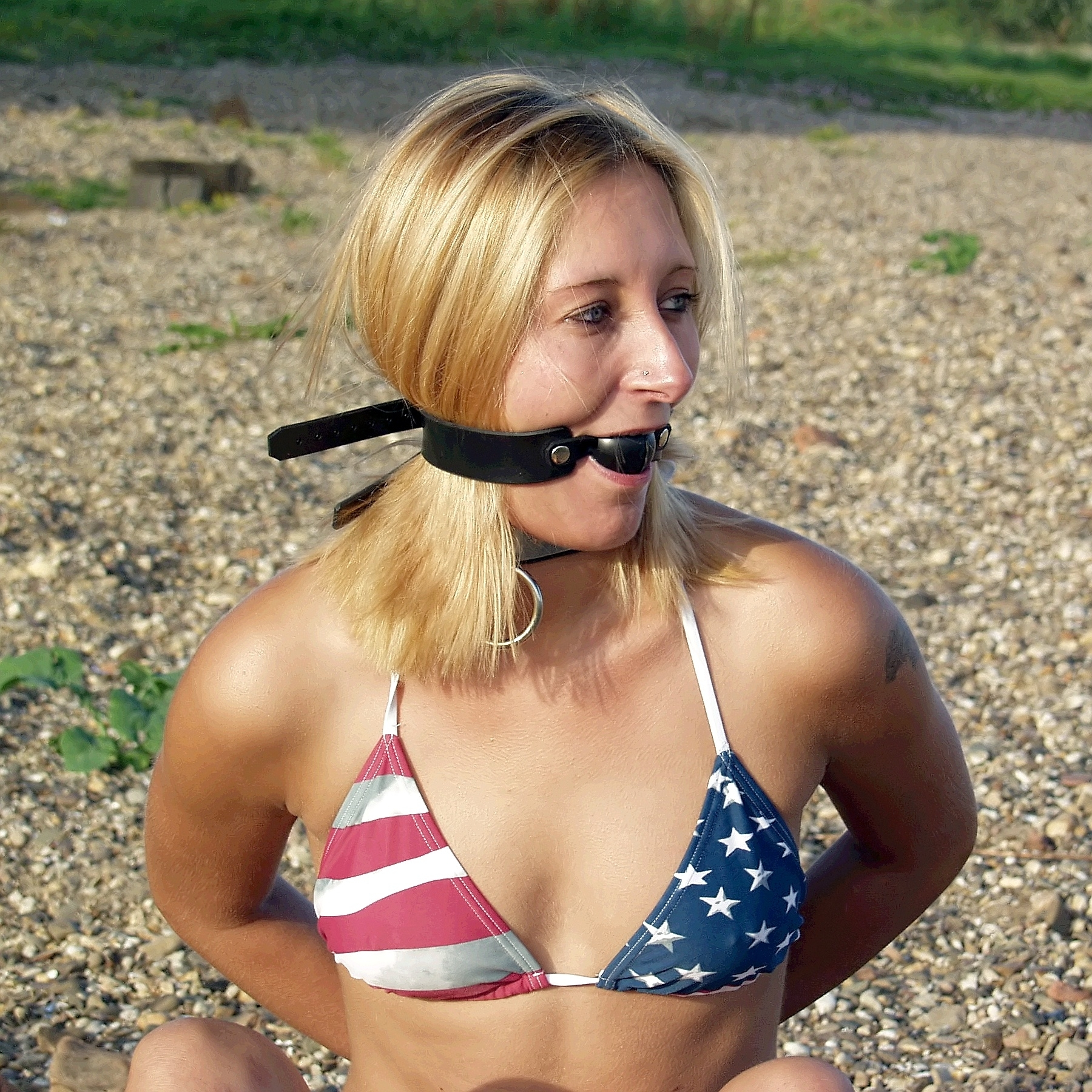
Ballknebel

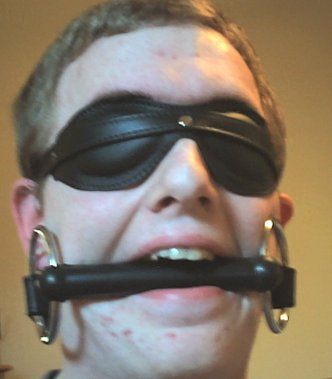
Trensenknebel

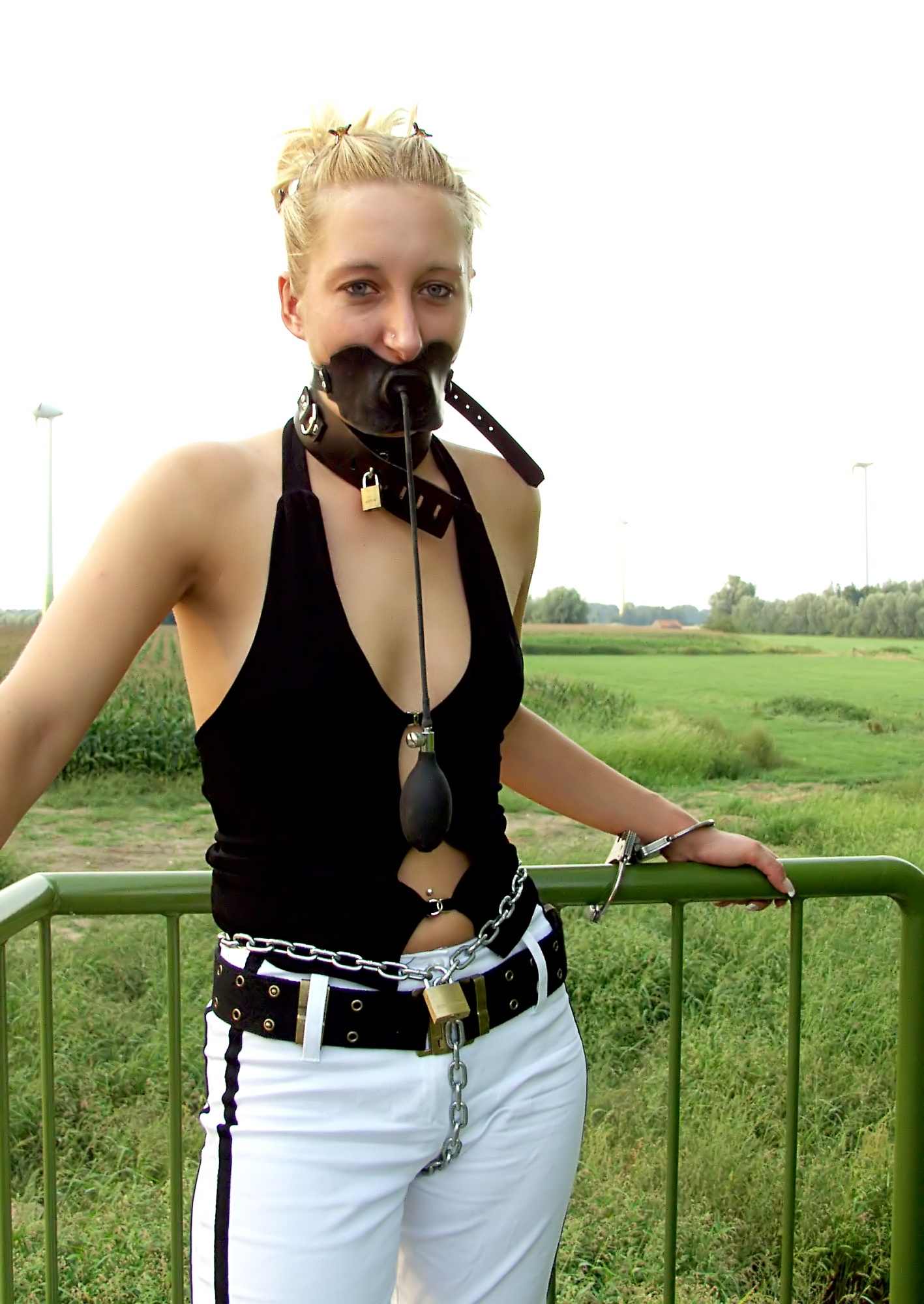
Aufblasbarer Knebel

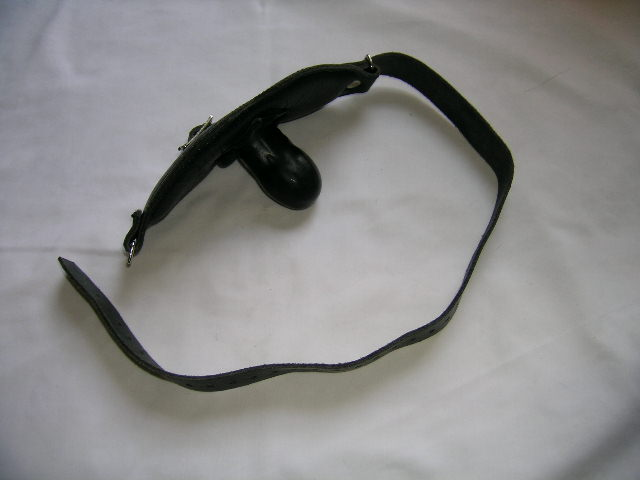
Penisknebel

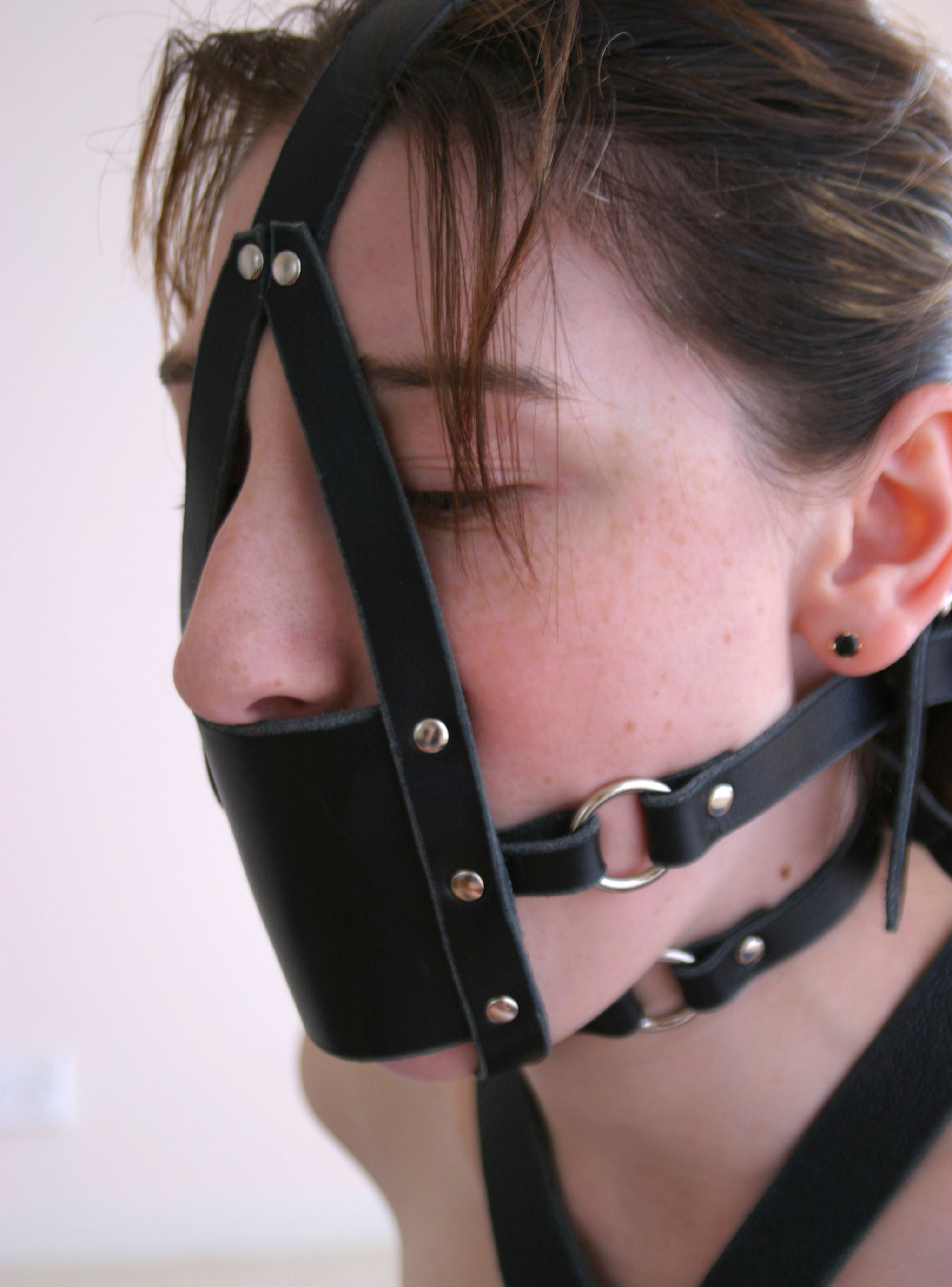
Muzzle Gag

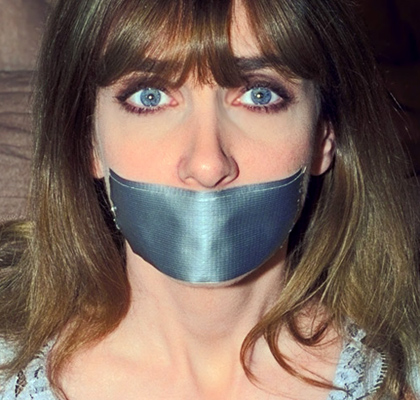
Tape Gag

Kieferspreizer

Bei einigen Sexualpraktiken aus dem Bereich des BDSM werden Knebel verwendet, üblicherweise auf einer einvernehmlichen, vernünftigen und sicheren Basis, des innerhalb der Subkultur so bezeichneten Prinzips Safe, Sane, Consensual. Häufig wird anstelle des deutschen Wortes auch der englische Ausdruck Gag verwendet.
Die Motivation für die Verwendung kann zweckbestimmt sein, beispielsweise um den passiven Partner (Bottom) am Sprechen und Schreien zu hindern, kann aber auch auf Wunsch des Bottoms angelegt werden, da dieser das Gefühl als angenehm empfindet oder es ihm hilft, sich in eine Rolle im Machtgefüge eines erotischen Rollenspiels einzufühlen. Einige Menschen empfinden auch die Demütigung, unter anderem auch wegen der Unkontrollierbarkeit des Speichelflusses, als erotisch und stimulierend. Ein weiterer Anreiz für die Verwendung von Knebeln liegt in der dadurch symbolisierten Wehrlosigkeit des Bottoms. Die Augen geknebelter Menschen erscheinen größer, das Tragen führt in der Regel zu einem angespannten Gesichtsausdruck des Betroffenen; zusammen mit den stark eingeschränkten Möglichkeiten zur verbalen Kommunikation verstärkt dies zumeist die Intensität des Spiels zwischen aktivem Partner (Top) und Bottom. (Siehe auch: BDSM-Rollen) Diese subtile erotisch geprägte Metaebene kommt auch regelmäßig in vielen Spielfilmen zum Tragen, in denen Darstellerinnen (meist nur symbolisch) geknebelt sind, ohne dass dies wesentlich zur Handlung beiträgt.
Spiele mit Knebeln sind nicht ungefährlich und erfordern aufgrund der eingeschränkten Kommunikationsmöglichkeiten und der teilweisen Einschränkung der Atemwege ein besonderes Maß an Aufmerksamkeit zwischen den Beteiligten. Aus Sicherheitsgründen sollte als Safeword zum Abbruch aller Aktionen ein Geräuschmuster wie z. B. dreimaliges Grunzen, ein Fingerschnipsen oder auch ein fallengelassenes Glöckchen vereinbart werden. Eine konstante, freie Nasenatmung muss in jedem Fall gewährleistet sein. Besonders gefährlich ist der Einsatz von Knebeln im Bereich der Atemkontrolle.
Häufig verwendete Ausprägungen im BDSM sind:

### Ballknebel
Der Ballknebel (Ball Gag) besteht meist aus einem Gummiball, der hinter die Zähne geschoben wird. Um Ausspucken oder Herausdrücken mit der Zunge zu verhindern, wird der Ball mittels eines durch eine Bohrung durch die Ball-Mittelachse geführten Riemens hinter dem Kopf des Trägers fixiert. Ebenfalls werden Schnallen mit Löchern, ähnlich wie sie bei Gürteln zum Einsatz kommen, genutzt. Manche Anfänger und Asthmatiker verwenden statt eines festen Riemens ein straffes elastisches Band, das den Knebel an Ort und Stelle hält, es dem Geknebelten aber erlaubt, mit starkem Druck der Zunge den Knebel im Notfall zu entfernen. Wie bei fast allen Knebeln kann der Geknebelte weiter Laute von sich geben, ist jedoch in der Artikulation stark eingeschränkt.

### Ringknebel
Der Ringknebel erfüllt eine ähnliche Funktion wie der Ballknebel. Anstatt eines Balls wird jedoch ein Metallring hinter die Zähne geschoben und durch einen Riemen hinter dem Kopf fixiert. Um eine Beschädigung der Zähne zu vermeiden, ist der Ring häufig mit weicheren Materialien wie Leder oder Gummi überzogen. Die Mundatmung ist im Gegensatz zu den meisten anderen Knebeln möglich, und der Zugang zum Mund des Bottoms ist frei.

### Trensenknebel
Der Trensenknebel (Bit Gag) ist an eine Trense angelehnt und wird insbesondere im Ponyplay eingesetzt; er ist häufig auch Bestandteil eines an Zaumzeug erinnernden Kopfharnesses. Er besteht aus einer Querstange aus Holz oder Hartgummi, an deren Enden jeweils ein Ring befestigt ist. Der Trensenknebel wird durch einen an den Ringen befestigten Riemen hinter dem Kopf fixiert. Die Ringe können auch zur Befestigung von Zügeln genutzt werden. Sprache und andere Laute werden relativ wenig beeinträchtigt.

### Ballonknebel
Der Ballonknebel besteht aus einem Latex-Ballon, der mit Hilfe eines (manchmal abnehmbaren) Blasebalges im Mund des Bottom aufgeblasen wird. Dabei füllt der Ballon große Teile des Mundraumes aus. Ein Ventil verhindert, dass sich der Ballon wieder entleert. Da der Ballon ohne zusätzliche Fixierung nicht im Mund bleiben würde, ist der Ballonknebel oft Teil eines Kopfharnesses oder einer Maske. Der Ballonknebel ist bauartbedingt einer der effektivsten Knebeltypen. Je nach Zustand kommt es dabei zu einem völligen Verschluss der Atemwege. Um der Person dennoch ein sicheres Atmen zu ermöglichen, existieren Version, die nicht als Ball, sondern aufblasbare Röhre ausgeführt sind, durch die ein Gummischlauch führt, welcher aus dem Mund ragt.

### Penisknebel
Der Penisknebel verschließt den Mund mit einem breiten Leder- oder Latexband, welches im Nacken geschlossen wird. Auf der Innenseite steht eine Nachbildung eines männlichen Gliedes hervor, die in den Mund hereinragt. Der Penisknebel ist nicht besonders effektiv. Manchmal ist an der Außenseite des Knebels ein weiterer Dildo befestigt, mit dem der Geknebelte einen Spielpartner befriedigen kann.

### Maulkorb
Ein Maulkorb (Muzzle Gag) hat die Funktion, die Bewegung des Unterkiefers einzuschränken, um z. B. das Ausspucken eines Knebels zu verhindern. Zudem behindert er die Aussprache. Dabei wird ein Korb aus Leder um das Kinn gelegt und mit Riemen über dem Kopf befestigt. Einfache Formen verschließen lediglich den Mund mit einer Platte als Teil eines Kopfharness und sind allein wenig effektiv. Sie haben – z. B. innerhalb des Petplay – oft einen symbolischen Charakter. Häufig wird der Maulkorb mit Ballonknebeln oder anderen innen angebrachten Knebeln kombiniert. Bei der Verwendung von Klebeband verhindert er das Absprengen oder Wegdrücken durch die Zunge.

### Klebeband
Für einen Knebel aus Klebeband (Tape Gag) wird meist Gewebeband verwendet. Während das Anbringen einfach und die Kosten niedrig sind, kann Klebeband bei der Abnahme schmerzhaft sein und Hautirritationen bis hin zu Verletzungen hervorrufen. Ein professionelles und nicht auf der Haut klebendes Produkt für diesen Zweck ist das adhäsive Bondage-Tape.

### Tücher
Dies ist wohl die älteste und ursprünglichste Knebelungsmethode. Bei dieser Knebeltechnik wird ein Tuch oder auch ein Wäschestück in den Mund gesteckt. Um das Ausspucken zu verhindern, wird der Mund meistens durch Klebeband, einen Maulkorb oder ein weiteres Tuch zusätzlich geknebelt. Diese Form der Knebelung birgt jedoch die Gefahr des Verschluckens und Erstickens, weil das Tuch bzw. Wäschestück in den Rachen- und Halsraum gelangen kann. Auch kann dann ein Würgereflex ausgelöst werden, der die Nasenatmung unterbindet. Speichelfluss ist hier nicht zu befürchten, da das Tuch saugfähig ist. Allerdings saugt sich das Tuch nach eine Weile mit Feuchtigkeit voll, was ein Atmen durch den Mund behindert oder gänzlich unmöglich machen kann.

### Kieferspreizer

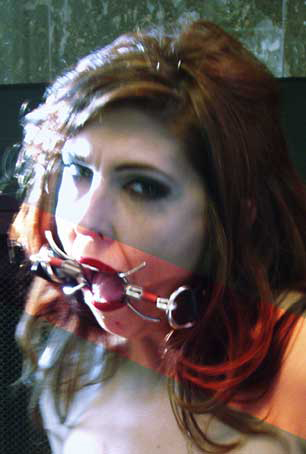
Spider Gag

Der Mund- bzw. Kieferspreizer stammt aus der Medizintechnik und dient dazu, den Mund eines Patienten geöffnet zu halten. Da er eine Artikulation und das Schließen des Mundes verhindert, hat er über die Klinikerotik Einzug als Sonderform des BDSM-Knebels gehalten. Ein ähnliches Prinzip verfolgt der ebenfalls aus Metall gefertigte Spinnenknebel, der den Mund geöffnet hält.

### Schlauchknebel
Für einige spezielle Praktiken werden Schlauchknebel verwendet; anstelle eines verschließenden Knebels wie eines Balles ragt ein Schlauch in den Mund hinein und wird über Riemen befestigt. Sie werden dann eingesetzt, wenn die Atmung kontrolliert oder beispielsweise unter Wasser sichergestellt werden soll.

### Mundbirne

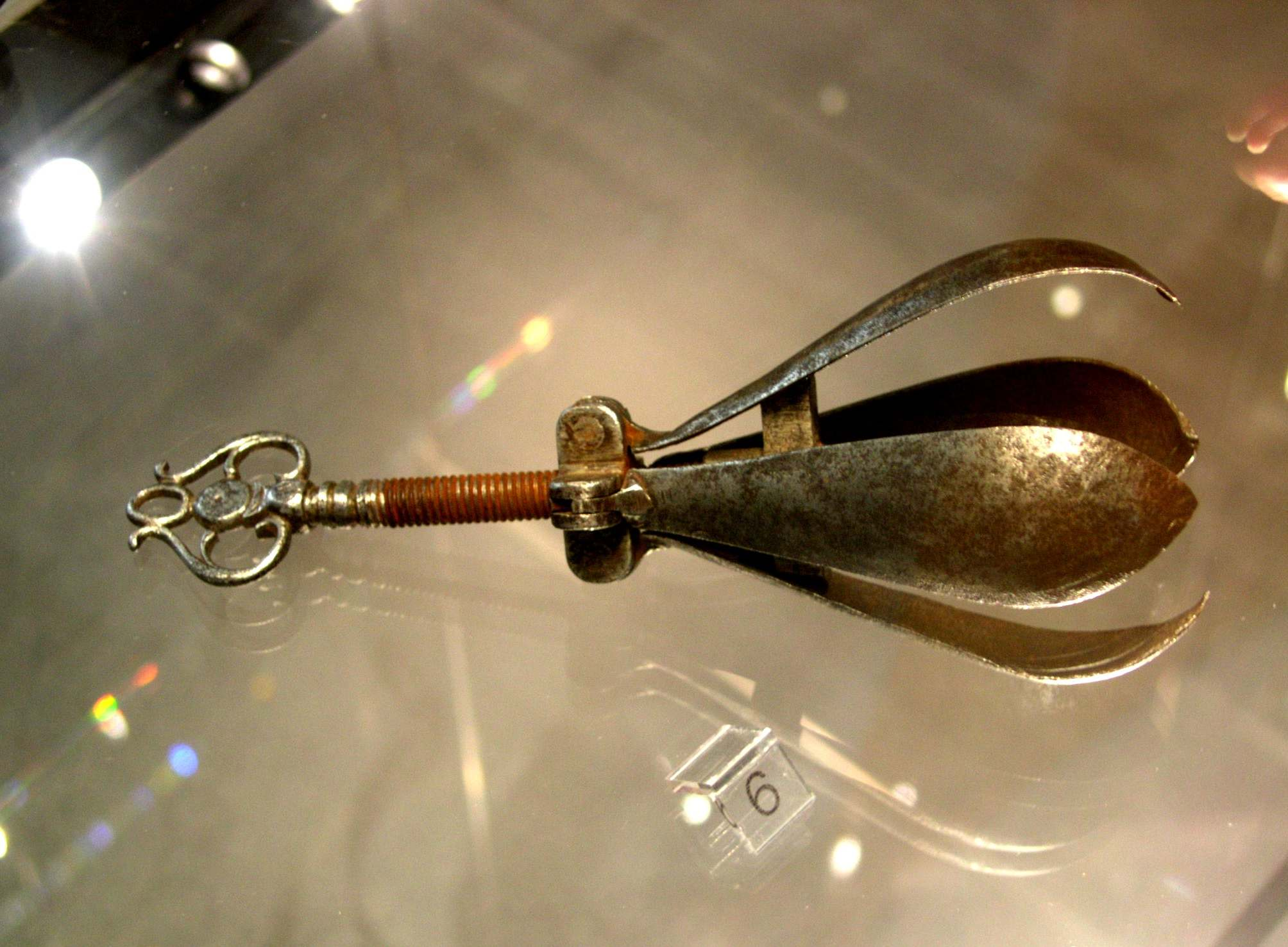
Mittelalterliche Mundbirne

Die Maulbirne oder Mundpflaume ist ein historisches Foltergerät in Birnenform. Sie wird geschlossen in den Mund eingeführt und danach über einen Schraubmechanismus von der Basis her im Mund aufgespreizt.

### Sonstige Knebel
Trichterknebel werden eingesetzt, um den Bottom zur Aufnahme von Flüssigkeiten zu zwingen. Aus dem asiatischen Bondage stammt der Zungenpranger, bei dem die Zunge zwischen zwei dünnen Stäbchen eingeklemmt wird und dadurch nicht in den Mundraum zurückgezogen werden kann.